# Periaeschna zhangzhouensis
Periaeschna zhangzhouensis là loài chuồn chuồn trong họ Aeshnidae. Loài này được Xu mô tả khoa học đầu tiên năm 2007.